# Jan Himilsbach

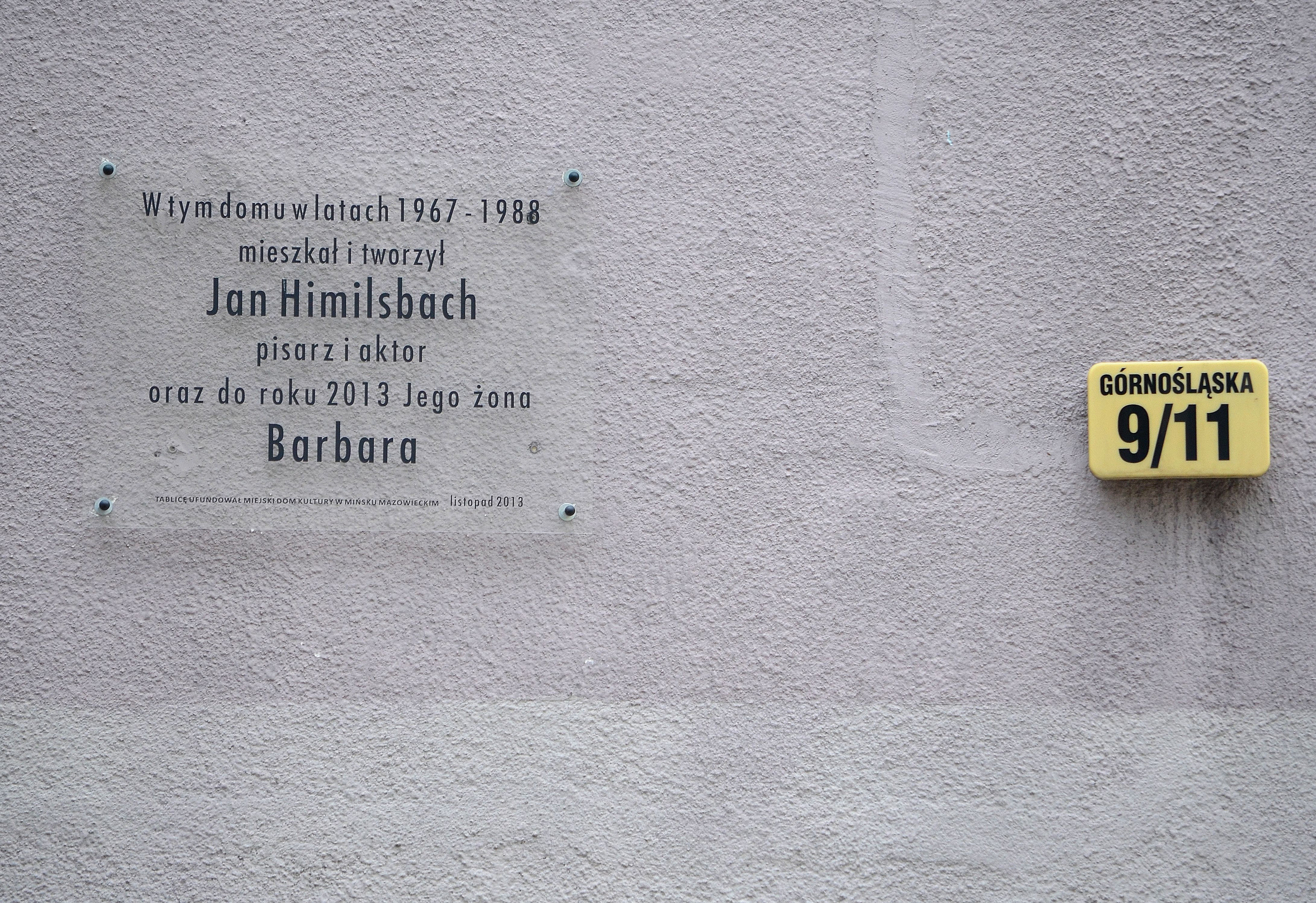
Tablica pamiątkowa na bloku mieszkalnym przy ul. Górnośląskiej 9/11 w Warszawie

Jan Himilsbach (ur. najprawdopodobniej ok. 1–3 maja 1931 w Mińsku Mazowieckim, zm. ok. 11–12 listopada 1988 w Warszawie) – polski aktor (przez większą część kariery naturszczyk, pod jej koniec zdał eksternistycznie egzamin aktorski), pisarz i scenarzysta; z zawodu był kamieniarzem.

## Życiorys
Jego życiorys pełen jest niejasności, niezgodności i sprzecznych informacji. Przyczyn takiego stanu rzeczy było wiele, a on sam nie tylko nie starał się wyjaśniać wątpliwości, ale dodatkowo z premedytacją wprowadzał zamęt w swej biografii. Udzielił przez całe swoje życie około siedmiuset wywiadów, za każdym razem opowieści o sobie wzbogacając o nowe wątki. Uzasadniał to, zgodnie ze swoją logiką, mówiąc: no bo ile razy można pieprzyć wciąż jedno i to samo. Absurdalną datę swych urodzin, czyli – według oficjalnej metryki – 31 listopada kwitował słowami: jeden dzień w tą, jeden dzień w tamtą, co za różnica. Siebie i całe swoje życie traktował z podobnym dystansem i przymrużeniem oka.
Ciekawą kwestią jest pochodzenie Himilsbacha: wielu osobom powiedział, że jego prawdziwi rodzice zginęli w czasie II wojny światowej oraz że jako żydowskie dziecko przeżył, ukrywając się na cmentarzu. Historia ta znana była m.in. środowisku skupionemu wokół sióstr zakonnych z Lasek pod Warszawą, gdzie Himilsbach często przyjeżdżał. Jej potwierdzeniem może być akt chrztu Himilsbacha z 1943, odnaleziony w Mińsku Mazowieckim przez Stanisława Manturzewskiego i brzmiący następująco:
Działo się w Mińsku, dnia dwudziestego ósmego kwietnia, tysiąc dziewięćset czterdziestego trzeciego roku, o godzinie dziewiątej. Stawiła się Marianna Berkman, lat czterdzieści dziewięć mająca, przy mężu, z Mińska, w obecności Jana Płochockiego, robotnika i Jadwigi Frąckiewicz, przy mężu, obydwojga pełnoletnich, z Mińska i okazała dziecię płci męskiej, oświadczając, iż takowe urodziło się w Mińsku, dnia trzydziestego pierwszego listopada, roku tysiąc dziewięćset trzydziestego pierwszego, o godzinie szesnastej z Marianny Himilsbach, lat trzydzieści pięć wówczas mającej, niezamężnej, robotnicy nieżyjącej. Dziecięciu temu na chrzcie świętym w dniu dzisiejszym nadane zostało imię Jan, a rodzicami jego chrzestnymi byli: Jan Płochocki i Jadwiga Frąckiewicz. Akt ten stawiającej i świadkom przeczytawszy, łącznie z nimi podpisaliśmy: ks. Józef Brodała, Maryianna Berkman, Płochocki Jan, Frąckiewicz.

Najbardziej prawdopodobne fakty z życia Jana Himilsbacha można wyłowić z jego własnych opowiadań. Urodził się w biednej rodzinie i dorastał w otoczeniu ludzi z marginesu – ich właśnie utrwalał później w swych opowiadaniach i takie role zazwyczaj przyznawano mu w filmach. W 1947, mając 16 lat, trafił najpierw do więzienia (w wywiadzie stwierdził, że było to nieistniejące już bardzo ciężkie więzienie karno-śledcze nr III w Warszawie, zwyczajowo zwane „Toledo”), a potem do istniejącego do dzisiaj zakładu poprawczego w Szubinie, kilkanaście kilometrów na południowy zachód od Bydgoszczy, gdzie poznał podstawy kamieniarstwa. Następnie za dobre sprawowanie został, wraz z kilkoma kolegami, oddelegowany do kamieniołomów w Strzegomiu, gdzie zaczął przyuczać się do zawodu kamieniarza. To tam zaczął czytać książki. Dalsze jego losy są niejasne. Czasem mówił, że pracował jako grabarz na cmentarzu w Mińsku Mazowieckim; inna wersja głosiła, że skończył szkołę górniczą, wyjechał na Górny Śląsk i pracował jako górnik rębacz w KWK „Boże Dary” w Kostuchnie. W ciągu swojego życia, zanim rozpoczął karierę literacką, odbył służbę wojskową (co potwierdzają fotografie w mundurze), pracował jeszcze jako piekarz, ślusarz i palacz kotłowy na statkach. Tę ostatnią pracę podjął m.in. w 1951, po przyjeździe z Gdańska do Warszawy, gdzie zatrudnił się w żegludze śródlądowej na Wiśle.

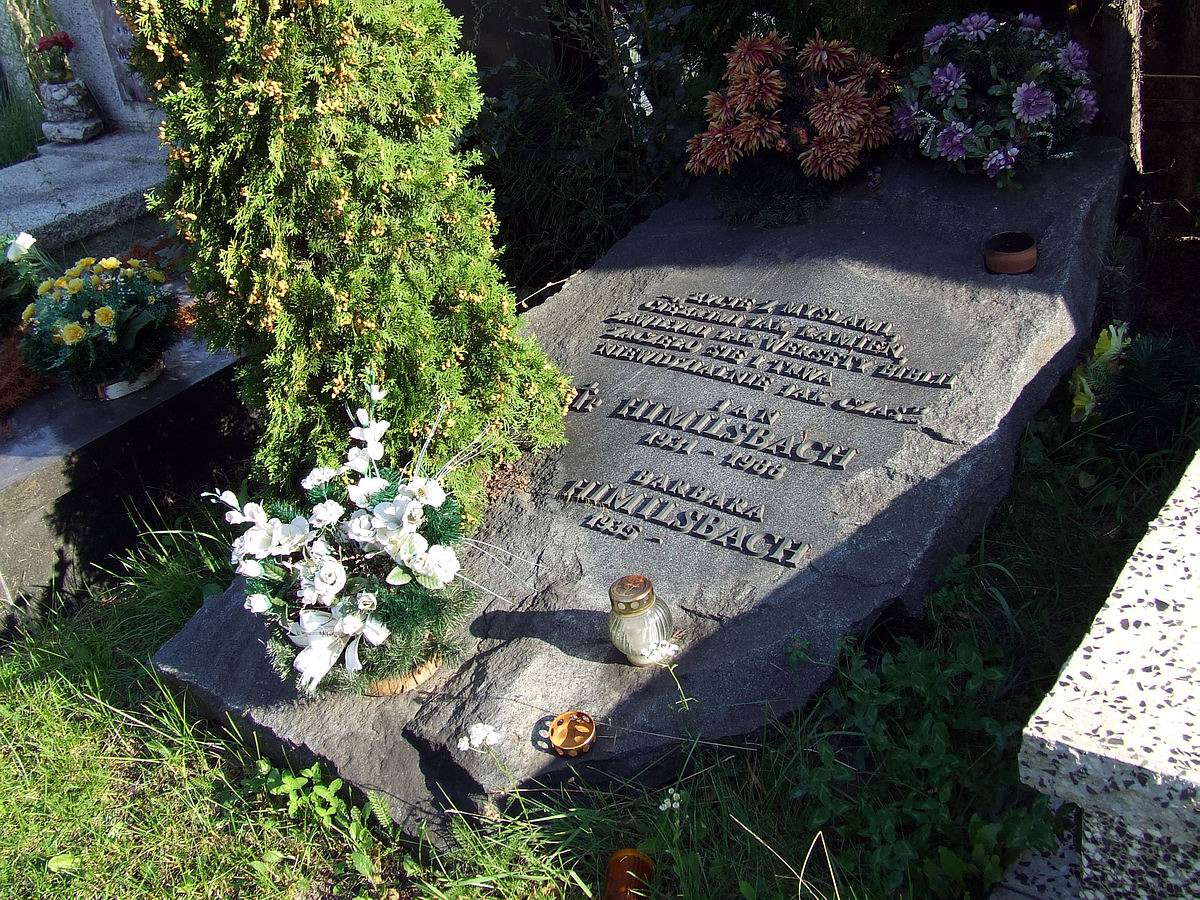
Grób Jana Himilsbacha na cmentarzu na Wólce

Był członkiem Stronnictwa Demokratycznego. Uczył się na Uniwersyteckim Studium Przygotowawczym, później w Wieczorowym Uniwersytecie Marksizmu-Leninizmu przy Komitecie Wojewódzkim PZPR w Warszawie.
Od 1956 przez wiele lat pracował jako kamieniarz na warszawskich Powązkach, co pozwoliło mu na udzielenie pomocy przy uzyskaniu miejsca na tym cmentarzu dla Marka Hłaski w roku 1975 (wcześniej publicznie opowiadał się za sprowadzeniem ciała Marka Hłaski do Polski), był też inicjatorem tego przedsięwzięcia i wykuł napis na jego płycie nagrobnej. Zmarł ok. 11 listopada 1988 w melinie przy ulicy Górnośląskiej w Warszawie, w obecności przyjaciela, aktora Zdzisława Rychtera.
Żonaty z Barbarą (1935-2013).
Himilsbach był bohaterem szeregu anegdot, niejednokrotnie przez niego samego wymyślonych. Zasłynął również jako autor specyficznych złotych myśli.

## Twórczość
Jego debiut literacki przypada na 1951, kiedy opublikował swój pierwszy wiersz. W 1959 debiutował jako prozaik. Wydał trzy tomy opowiadań:
- 1967 – Monidło
- 1974 – Przepychanka
- 1982 – Łzy sołtysa

Po śmierci pisarza wydano:
- 2002 – Zatopione skały i inne monidła
- 2002 – Łzy sołtysa i inne opowiadania
- 2003 – Raj na ziemi i inne historie
- 2004 – Moja oszałamiająca kariera
- 2005 – Opowiadania zebrane

## Filmografia
Himilsbach jako aktor nie był za życia doceniany, jedno z nielicznych wyróżnień otrzymał w 1972 r. – został ex aequo z Danielem Olbrychskim laureatem Złotej Maski czytelników „Expressu Wieczornego” za osiągnięcia aktorskie w Rejsie Marka Piwowskiego. Po śmierci grono znawców filmu doceniło jego samorodny talent. Jego najbardziej znaną rolą jest gra w filmie Rejs, a w nim dialog z inżynierem Mamoniem. Himilsbach obsadzany był zazwyczaj w rolach epizodycznych, najczęściej grał ludzi z marginesu, ze względu na chrypliwy głos i charakterystyczny wygląd. W 2002 r. powstał film dokumentalny Himilsbach. prawdy, bujdy, czarne dziury w reżyserii Stanisława Manturzewskiego i Małgorzaty Łupiny, który otrzymał w Grand Prix 44. Festiwalu Filmów Krótkometrażowych w Krakowie.

### Role filmowe
- Rejs jako uczestnik rejsu Sidorowski (1970)
- Książę sezonu (1970)
- Na przełaj (1971)
- Jezioro osobliwości jako chuligan przy budce telefonicznej (1972)
- Kwiat paproci (1972)
- Przeprowadzka dubbing – tragarz Matraszek; rola Antoniego Konarka (1972)
- Skorpion, Panna i Łucznik jako mistrz (1972)
- Trzeba zabić tę miłość jako dozorca budowy (1972)
- Dziewczyny do wzięcia jako kelner (1972)
- Siedem czerwonych róż, czyli Benek Kwiaciarz o sobie i o innych (1972)
- Pies jako starszy portier (1973)
- Przyjęcie na dziesięć osób plus trzy dubbing Antoniego Konarka grającego robotnika „45-latka wyglądającego na 60-latka”[8] (1973)
- Stawiam na Tolka Banana jako zaczepiający Tomka w kawiarni (1973)
- Wniebowzięci jako Lutek Narożniak (1973)
- S.O.S. (serial telewizyjny) jako Płoszczak, ajent campingu w Stegnach (1974)
- Jak to się robi jako pisarz Narożny (1974)
- Koniec wakacji jako stary człowiek z psem (1974)
- Nie ma róży bez ognia jako dozorca (1974)
- Wiosna panie sierżancie jako stolarz (1974)
- Chleba naszego powszedniego (1974)
- Historia pewnej miłości jako majster[9] (1974)
- Czterdziestolatek jako pan Skorupko (odc. 11) (1975)
- Daleko od szosy jako prowadzący handel obwoźny (1976)
- Brunet wieczorową porą jako pan Jasio (1976)
- Czy jest tu panna na wydaniu? jako stróż w hotelu robotniczym (1976)
- Motylem jestem, czyli romans 40-latka jako pijak (1976)
- Polskie drogi jako Klient u fotografa (1976)
- Przepraszam, czy tu biją? jako pozujący do zdjęć w przebraniu misia w ZOO (1976)
- Kłopoty to moja specjalność jako pracownik hotelowego garażu (1977)
- Rekolekcje jako Janek, dozorca w Operze Leśnej (1977)
- Nie zaznasz spokoju jako handlarz paser (1977)
- Rodzina Leśniewskich jako tragarz z firmy przeprowadzkowej (1978)
- Koty to dranie jako handlarz na targu (1978)
- Ślad na ziemi jako Majster Opatka (1978)
- Zielona miłość jako pijaczek (1978)
- Płomienie jako ojciec (1978)
- Party przy świecach jako Zenon Minkowski (1980)
- Rodzina Leśniewskich jako Święty Mikołaj, tragarz, woźny (1980)
- Białe tango jako kamieniarz (1981)
- Pogotowie przyjedzie (1981)
- Filip z konopi jako Harmonista (1981)
- Jan Serce jako Józef Kieliszek (1981)
- Amnestia jako restaurator (1981)
- Zderzenie (1981)
- Przygrywka jako fotograf (1982)
- Incydent na pustyni (1983)
- Smażalnia story jako dyrektor gorzelni (1984)
- Bez pieniędzy, czyli 24 godziny z życia Jana Himilsbacha jako Jan Himilsbach (1984)
- Czas dojrzewania jako Portier (1984)
- Zdaniem obrony jako meliniarz Jasio (1984–1987)
- Zabawa w chowanego jako gość w lokalu (1985)
- Ostatni dzwonek jako Zdzich Potocki (1986)
- Śmieciarz jako pijak w knajpie (1987)
- Łabędzi śpiew jako starszy mężczyzna (1988)
- Pan Kleks w kosmosie jako portier kosmicznego hotelu (1988)
- Kalipso jako Stanisław Łabędź „Kalipso”; nagranie archiwalne (2000)

### Filmy na podstawie jego scenariuszy
- Monidło (1969), scenariusz Antoniego Krauzego na podstawie opowiadania Jana Himilsbacha
- Przyjęcie na dziesięć osób plus trzy (1973)
- Wniebowzięci, wspólnie z Andrzejem Kondratiukiem (1973)
- Chleba naszego powszedniego, wspólnie z Januszem Zaorskim (1974)
- Party przy świecach (1980)
- Fucha (1983), scenariusz Michał Dudziewicz na podstawie opowiadania Jana Himilsbacha
- Zabawa w chowanego (1985)
- Jedenaste przykazanie, wspólnie z Januszem Kondratiukiem (1987)

## Filmy dokumentalne
- Himilsbach – prawdy, bujdy, czarne dziury – reżyseria: Stanisław Manturzewski, Małgorzata Łupina, 2002
- Jan według Himilsbacha – reżyseria: Andrzej Wąsik, 2011

## Upamiętnienie

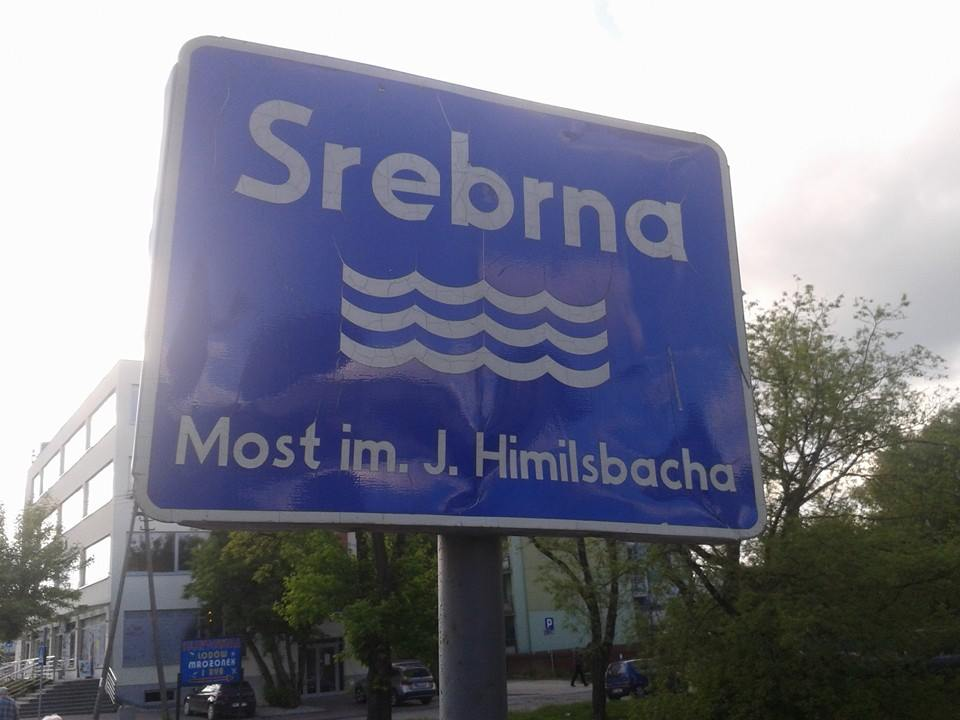
Most na rzece Srebrna.

- 19 listopada 2015 w Warszawie uroczyście odsłonięto mural „Kadry z filmów z Himilsbachem i Maklakiewiczem”. Mural wykonano na ścianie wiaduktu al. Jana Pawła II w Warszawie, pomiędzy rondem Jana Himilsbacha i rondem Zdzisława Maklakiewicza. Mural w formie taśmy filmowej o wymiarach około 60 × 5 m, oprócz 7 fotorealistycznie oddanych kadrów z filmów, zawiera biogramy Jana Himilsbacha i Zdzisława Maklakiewicza. Pomysłodawczynią i autorką projektu muralu jest architekt krajobrazu Katarzyna Łowicka[10].
- W styczniu 2013 nazwę rondo Jana Himilsbacha nadano skrzyżowaniu ulic na warszawskiej Woli, położonemu po zachodniej stronie alei Jana Pawła II pomiędzy rondem Zgrupowania AK „Radosław” a ulicą Ludwika Rydygiera[11].
- Od 2008 w Mińsku Mazowieckim, rodzinnym mieście Jana Himilsbacha, organizowany jest festiwal poświęcony jego twórczości. Jego pomysłodawczynią jest red. Ewa Sumisławska[12]. Podczas festiwalu wręczana jest najlepszemu aktorowi niezawodowemu, wybranemu w głosowaniu esemesowym, nagroda „Monidło”[13].
- W 2001 roku rada miasta zdecydowała o nazwaniu mostu imieniem Himilsbacha[14].
- Przyjaciel Himilsbacha Zdzisław (Bene) Rychter założył Stowarzyszenie Niekonwencjonalnych Postaci Filmowych „Gęba” im. Jana Himilsbacha[15].
- Tablica upamiętniająca Jana Himilsbacha i jego żonę Barbarę na bloku przy ul. Górnośląskiej 9/11, w którym mieszkali, ufundowana przez Miejski Dom Kultury w Mińsku Mazowieckim i odsłonięta w listopadzie 2013.